# آن-سسیل کیوفانی
آن-سسیل کیوفانی (فرانسوی: Anne-Cécile Ciofani‎؛ زادهٔ ۱۴ دسامبر ۱۹۹۳) بازیکن راگبی ۷ نفره زن اهل فرانسه است.
وی در مسابقات کشوری و بین‌المللی در مجموع برندهٔ ۱ مدال نقره شده‌است.